# Диверсійно-штурмова група «Ведмеді»
ДШГ «Ведмеді»  — український добровольчий підрозділ, що існує з 2015 року. 

## Історія

### Війна на сході України
Після розколу "Правого сектору" у 2015 році Дмитро Ярош забрав найбоєздатніші підрозділи ДУК ПС — п'ятий та восьмий батальйони, створивши на їх основі УДА. ДШГ "Ведмеді" увійшла до складу восьмого батальйону. 8-й окремий батальйон «Аратта» до 2018 року займав позиції поблизу Маріуполя в селі Широкине. У 2018, проте, там залишилася лише невелика, натомість дуже мотивована група, "Ведмеді SS". 
У мережу регулярно потрапляли відео з їхньої "роботи" на передовій - контактних боїв з російськими проксі "народною міліцією ДНР". Найвідомішим епізодом було знищення опорного пункту супротивника, ймовірно, в 2019 році, що було знято на відео з тепловізора, на ньому видно, як бійці підходять вночі до позицій супротивника, розстрілюють їх і закидують гранатами, після чого там стався великий вибух. Через такі відео "Ведмеді" стали героями багатьох російських ток-шоу, на яких їх характеризували як "нацистів-есесівців". 

### Повномасштабне вторгнення

#### Блокада Маріуполя
З початком повномасштабного російського вторгнення "Ведмеді" продовжили воювати на Донбасі, 25 лютого Олександр Кравцов опублікував фото кількох бійців з автоматами і малюнком ведмедя. Як складалася доля підрозділу у перші дні великої війни точно невідомо. 
За словами рідних, якийсь час вони думали, що ті загинули. Утім пізніше виявилося, що "Ведмеді" у Маріуполі й тримають оборону на "Азовсталі" разом з полком "Азов" та 36-ю бригадою морської піхоти. Також стало відомо, що ДШГ "Ведмеді" офіційно є частиною Нацгвардії у складі "Азову".
Разом з "Азовцями" вони у підсумку й потрапили у полон до росіян.

#### Відновлення боєздатності
У вересні 2022 Україні вдалося обміняти командира групи — Олександра Кравцова з позивним «Ведмідь» та частину особового складу. 
Згодом було відновлено боєздатність підрозділу який прийняв бій на південному напрямку в районі Великої Новосілки.  24 березня 2024 року група у складі 36-ї ОБрМП знищила російський танк. Підрозділ діяв на півдні України 